# Jacques Chaurand

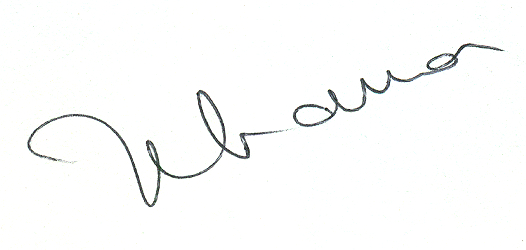
Unterschrift von Jacques Chaurand von 1987

Jacques Chaurand (* 10. März 1924 in Marle; † 8. Oktober 2009 in Cire-lès-Mello, Département Oise) war ein französischer Romanist und Linguist.

## Leben
Chaurand war Gymnasiallehrer in La Rochelle (1953) und Saint-Quentin (1954–1958), dann Assistent  von Robert-Léon Wagner an der Sorbonne (1958–1966). Er habilitierte sich 1966 in Paris mit den Thèses Les parlers de la Thiérache et du Laonnois. Aspects phonétique et morphologique. Méthodologie et lexicologie dialectales (Paris 1968) und (Hrsg.) Fou, dixième conte de la "Vie des Pères". Conte pieux du XIIIe siècle (Genf 1971) und wurde 1966 Professor in Reims. Von 1971 bis 1989 war er Professor an der Universität Paris-Nord. Er war Herausgeber der Nouvelle revue d’onomastique (ab 1983), Mitherausgeber der Zeitschrift Le Français Moderne und Präsident der Société française d’onomastique.

## Werke
- Thomas de Marle, sire de Coucy, sire de Marle, Seigneur de La Fère, Vervins, Boves, Pinon et autres lieux, Marle/Vervins 1963
- Histoire de la langue française, Paris 1969, 11. Auflage 2006 (Que sais-je ? 167)
- Introduction à la dialectologie française, Paris 1972
- Introduction à l'histoire du vocabulaire français, Paris 1977
- Les parlers et les hommes. Recueil de travaux inédits ou publiés, revus et augmentés, 2 Bde., Paris 1992
- (Hrsg. mit Gérard Taverdet) Onomastique et langues en contact. Actes du colloque de Strasbourg septembre 1991, Fontaine-lès-Dijon 1992
- (mit Renada-Laura Portet) La légende du coeur mangé [Texte imprimé] = La llegenda del cor menjat, Perpignan 1994
- (Hrsg. mit Pierre-Henri Billy) Onomastique et histoire, onomastique littéraire. Actes du VIIIe colloque de la société française d'onomastique (Aix-en-Provence le 26-29 octobre 1994), Aix-en-Provence 1998
- (Hrsg.) Nouvelle histoire de la langue française, Paris 1999
- (mit Maurice Lebègue) Noms de lieux de Picardie, Paris 2000
- (Hrsg. mit Nicole Gueunier und Carine Skupien Dekens) Sébastien Castellion, La Genèse, 1555, Genf 2003